# ジャパン・バスケットボールリーグ
一般社団法人ジャパン・バスケットボールリーグ（英: Japan Basketball League）は、男子プロバスケットボールリーグのB3リーグを運営する日本の一般社団法人である。
本項目においては、一般社団法人の概要と、B3リーグの概要について記す。

## 概要
B1リーグ及びB2リーグを運営するジャパン・プロフェッショナル・バスケットボールリーグ (JPBL)の下部組織であり、B3リーグは3部に相当する。
B2への昇格はJPBLに準加盟したクラブチーム（及び将来的にクラブ化する予定の企業形態チーム）にのみ認められている。
大会は（一社）ジャパン・バスケットボールリーグと（公社）日本バスケットボール協会の共催として開催される。

## 役員
※2022年7月1日現在
| 役職     | 氏名       | 備考 |
| -------- | ---------- | --- |
| 理事長   | 堀井幹也   | パラ神奈川SCヘッドコーチ                                                                                          |
| 専務理事 | 櫻井うらら | （公社）ジャパン・プロフェッショナル・バスケットボールリーグ 経営戦略・経営企画グループシニアマネージャー         |
| 理事     | 吉田長寿   | （公財）日本バスケットボール協会 基盤強化グループゼネラルマネージャー （一社）日本社会人バスケットボール連盟 理事 |
| 理事     | 向井 昇    | （株）横浜エクセレンス 代表取締役社長                                                                             |
| 監事     | 森﨑秀昭   | 弁護士（C-ens法律事務所） （公社）ジャパン・プロフェッショナル・バスケットボールリーグ 規律委員会委員             |

## 沿革

### 2010年代
2015年（平成27年）
- 7月30日 - B1・B2とともに振り分けの決まったクラブが発表される[5]。
- 8月29日 - 所属先の決まっていなかったクラブのB3振り分けが発表される[6]。
- 9月25日 - ジャパン・バスケットボールリーグが法人登記される[7]。

2016年（平成28年）
- 6月15日 - B3リーグの大会形式・試合日程が発表される[8]。
- 7月中旬 - 2017-18シーズンからB3リーグに加盟するクラブの公募が開始される[9]。
- 9月30日 - B3リーグ・ファーストステージ（クラブ5チーム+企業チームの大塚商会の6チーム参加）が始まる[8]。
- 10月 - 2017-18シーズンからB3リーグに加盟するクラブが内定する[9]。
- 10月28日 - ライジングゼファーフクオカがファーストステージ優勝を決めた[10]。
- 10月30日 - ファーストステージが終了した。
- 11月11日 - 全9クラブ参加によるレギュラーシーズンが始まる。

2017年（平成29年）
- 3月18日 - 金沢武士団がレギュラーシーズン優勝を決めた[11]。
- 3月19日 - レギュラーシーズンが終了した。
- 4月7日 - ファイナルステージ（ファーストステージ同様、クラブ5チーム+大塚商会の6チーム参加）
- 5月7日 - ファイナルステージ終了。
- 5月10日 - 優勝したライジングゼファーフクオカと準優勝の金沢武士団の2017-18シーズンのB2リーグ昇格が承認。
- 6月8日 - B3理事会において、2016-17シーズンはB2に所属し、2017-18シーズンのB2ライセンス条件の欠格があったために降格が決まっていた東京エクセレンスと鹿児島レブナイズのB3加盟が承認される。
- 9月7日 - B3理事会において、岐阜スゥープスの準加盟を認定。

2018年（平成30年）
- 3月8日 - 2018-19シーズンB3クラブライセンス交付（第1回）にて準加盟の岐阜スゥープスを含む3クラブにライセンス交付が認定。
- 9月12日 - B3理事会において、ヴェルテックス静岡（現：ベルテックス静岡）、トライフープ岡山、佐賀バルーナーズの準加盟が承認される。

2019年（平成31年/令和元年）
- 2月18日 - 東京海上日動ビッグブルーが2018-19シーズン限りでB3リーグ退会と翌シーズンからの北関東地域リーグ転籍を発表。
- 3月6日 - B3理事会において2019-20シーズンのB3リーグ公式試合参加資格[12]（第1回）に準加盟のベルテックス静岡[13]、トライフープ岡山、佐賀バルーナーズを含む7クラブが合格。
- 4月11日 - B3理事会においてB2ライセンスを交付された、東京エクセレンスなど4チームにB3リーグ公式試合参加資格合格と準加盟3チームのB3リーグ入会審査が行われ、2019-20シーズンからの入会を承認。
- 5月30日 - B3理事会においてB2から降格した東京八王子ビートレインズとB2ライセンスの不交付の金沢武士団の公式試合参加資格と入会審査が行われ、B3リーグ公式試合参加資格と同リーグ加盟を承認。（ただし、金沢は条件付きでの承認。）

### 2020年代
2020年（令和2年）
- 3月27日 - 新型コロナウイルス感染拡大に伴い、シーズン途中での打ち切りを発表[14]。
- 7月8日 - 初年度よりリーグに参加していた東京サンレーヴスがスポンサー企業の撤退・倒産により2019-20シーズン限りでリーグを退会した。

2021年（令和3年）
- 2月25日 - B3理事会において、今後のB3リーグの方向性として2024-25シーズンからプロクラブのみが加盟できるリーグへ移行すること、リーグへの新規入会受付を2022年7月1日申請を最終として一時停止すること、リーグ所属クラブ数の上限を原則18クラブとすることが決議された[15]。
- 9月25日 - アイシン アレイオンズが2021-22シーズン限りでB3リーグ退会を発表[16]。
- 10月12日 - B.LEAGUE将来構想においてB.LEAGUEの運営法人である「ジャパン・プロフェッショナル・バスケットボールリーグ」とB3リーグの運営法人である「ジャパン・バスケットボールリーグ」を同一法人化する方針が発表された[17]。なお、同一法人化された場合、「ジャパン・バスケットボールリーグ」は解散する予定である。また同日アルティーリ千葉、岐阜スゥープス、長崎ヴェルカのB.LEAGUEの準加盟が承認された[18]。

2022年（令和4年）
- 4月20日 - B3理事会において2022-23シーズンのB3リーグ入会審査が行われ、東京ユナイテッドバスケットボールクラブ、立川ダイス、湘南ユナイテッドBC、ヴィアティン三重の4クラブが承認された。

2023年（令和5年）
- 4月20日 - B3理事会において2023-24シーズンのB3リーグ入会審査が行われ、福井ブローウィンズ、徳島ガンバロウズの2クラブが承認された[19]。
- 5月8日 - 岩手ビッグブルズが初優勝を決める。
- 11月8日 - 豊田合成スコーピオンズが2023-24シーズン限りでのリーグ退会を発表[20]。

2024年（令和6年）
- 1月1日 - 令和6年能登半島地震発生に伴い、金沢武士団が被災[21]。練習拠点の七尾市田鶴浜体育館、試合会場の七尾市総合体育館、志賀町体育館は避難所となり、選手居住宅なども被災したため1月内に開催予定だった6試合を中止することとなる（天災による中止試合として再試合開催なし、勝敗もつかない）[22][23]。
- 2月3日 - 金沢が対岐阜（アウェー）からリーグ参戦復帰[24]。

2025年（令和7年）
- 5月17日 - 横浜エクセレンスが、リーグ史上初の複数回優勝となる、6年ぶり2度目の優勝を決める。
- 5月18日 - 岩手ビッグブルズが、新潟アルビレックスBBとの3位決定戦を制しB2昇格を決める。B3降格翌年のB2昇格は史上初。

## クラブ一覧

### 参加クラブ
2025-26シーズン
- 「JPBL準加盟」
  - ○ - 承認済
  - △ - 継続審議
  - － - 未承認、未申請、未加盟
- 「加盟年度」 - B3リーグに加盟した初年度のシーズン
- 「旧所属」 - B3リーグ開始前年度の2015-16シーズン時点での所属先

| 地域 | チーム名                                                            | 略称   | ホームタウン （ホームアリーナ）                       | JPBL 準加盟 | 加盟 年度 | 旧所属     | 備考                                                                                     |
| ---- | ------------------------------------------------------------------- | ------ | ----------------------------------------------------- | ----------- | --------- | ---------- | ---------------------------------------------------------------------------------------- |
| 関東 | さいたまブロンコス The Saitama Broncos                              | 埼玉   | 埼玉県さいたま市、所沢市 （浦和駒場体育館）           | ○           | 2016-17   | TKbjリーグ | 2019-20まで「埼玉ブロンコス」                                                            |
| 関東 | 東京ユナイテッドバスケットボールクラブ Tokyo United Basketball Club | 東京U  | 東京都江東区 （有明アリーナ）                         | ○           | 2022-23   | -          |                                                                                          |
| 関東 | しながわシティバスケットボールクラブ Shinagawa City Basketball Club | 品川   | 東京都品川区                                          | －          | 2016-17   | TKbjリーグ | 2020-21まで「東京サンレーヴス」                                                          |
| 関東 | アースフレンズ東京Z Earthfriends Tokyo Z                            | 東京Z  | 東京都大田区 （大田区総合体育館）                     | －          | 2023-24   | NBDL       | 2016-23はB2所属                                                                          |
| 関東 | 立川ダイス Tachikawa Dice                                           | 立川   | 東京都立川市 （アリーナ立川立飛）                     | ○           | 2022-23   | -          |                                                                                          |
| 関東 | 東京八王子ビートレインズ Tokyo Hachioji Bee Trains                  | 八王子 | 東京都八王子市 （エスフォルタアリーナ八王子）         | ―           | 2016-17   | NBDL       | 2017-18まで「東京八王子トレインズ」 2018-19はB2所属                                      |
| 関東 | 湘南ユナイテッドBC Shonan United BC                                 | 湘南   | 神奈川県藤沢市、茅ヶ崎市、寒川町 （秋葉台文化体育館） | －          | 2022-23   | -          |                                                                                          |
| 中部 | 新潟アルビレックスBB Niigata Albirex BB                             | 新潟   | 新潟県長岡市 （アオーレ長岡）                         | ○           | 2024-25   | TKbjリーグ | 2016-24はJPBL加盟                                                                        |
| 中部 | 金沢武士団 Kanazawa Samuraiz                                        | 金沢   | 石川県金沢市 （金沢市総合体育館）                     | －          | 2016-17   | TKbjリーグ | 2017-19はB2所属                                                                          |
| 中部 | 岐阜スゥープス Gifu Swoops                                          | 岐阜   | 岐阜県岐阜市 （OKBぎふ清流アリーナ）                  | ○           | 2018-19   | クラブ連盟 |                                                                                          |
| 中部 | ヴィアティン三重 Veertien Mie                                       | 三重   | 三重県四日市市、津市、桑名市 （四日市市総合体育館）   | －          | 2022-23   | -          | 参加前は、社会人連盟地域リーグ東海・北信越地区所属                                       |
| 中国 | トライフープ岡山 Tryhoop Okayama                                    | 岡山   | 岡山県岡山市、津山市 （ジップアリーナ岡山）           | ○           | 2019-20   | -          | 参加前は、社会人連盟地域リーグ中国・四国・九州地区所属                                   |
| 中国 | 山口パッツファイブ Yamaguchi Patsfive                               | 山口   | 山口県宇部市 （俵田翁記念体育館）                     | ○           | 2021-22   | -          | 参加前は、社会人連盟地域リーグ中国・四国・九州地区所属 2022-23まで「山口ペイトリオッツ」 |
| 四国 | 徳島ガンバロウズ Tokushima Gambarous                                | 徳島   | 徳島県徳島市 （とくぎんトモニアリーナ）               | ○           | 2023-24   | -          |                                                                                          |
| 四国 | 香川ファイブアローズ Kagawa Fivearrows                              | 香川   | 香川県高松市 （高松市総合体育館）                     | ○           | 2023-24   | TKbjリーグ | 2016-23はB2所属                                                                          |

### かつて参加していたクラブ
| 地域 | チーム名                                         | 略称   | ホームタウン     | 参加 年度 | 旧所属     | 備考                                                                      |
| ---- | ------------------------------------------------ | ------ | ---------------- | --------- | ---------- | ------------------------------------------------------------------------- |
| 東北 | 岩手ビッグブルズ Iwate Big Bulls                 | 岩手   | 岩手県盛岡市     | 2024-25   | TKbjリーグ | 2016-18, 2023-24はJPBL正会員                                              |
| 関東 | 越谷アルファーズ Koshigaya Alphas                | 越谷   | 埼玉県越谷市     | 2016-17   | NBDL       | 2017-18まで「大塚商会アルファーズ」 2018-19は「大塚商会越谷アルファーズ」 |
| 関東 | アルティーリ千葉 Altiri Chiba                    | A千葉  | 千葉県千葉市     | 2021-22   | -          |                                                                           |
| 関東 | 横浜エクセレンス Yokohama Excellence             | 横浜EX | 神奈川県横浜市   | 2019-20   | NBDL       | 2016-17, 2018-19はJPBL正会員 2020-21まで「東京エクセレンス」              |
| 中部 | ベルテックス静岡 Veltex Shizuoka                 | 静岡   | 静岡県静岡市     | 2019-20   | -          | 参加前は、社会人連盟地域リーグ東海・北信越地区所属                        |
| 中部 | 福井ブローウィンズ Fukui Blowinds                | 福井   | 福井県福井市     | 2023-24   | -          |                                                                           |
| 九州 | ライジングゼファーフクオカ Rizing Zephyr Fukuoka | 福岡   | 福岡県福岡市     | 2016-17   | TKbjリーグ |                                                                           |
| 九州 | 佐賀バルーナーズ Saga Ballooners                 | 佐賀   | 佐賀県佐賀市     | 2019-20   | -          | 参加前は、社会人連盟地域リーグ中国・四国・九州地区所属                    |
| 九州 | 長崎ヴェルカ Nagasaki Velca                      | 長崎   | 長崎県長崎市     | 2021-22   | -          |                                                                           |
| 九州 | 鹿児島レブナイズ Kagoshima Rebnise               | 鹿児島 | 鹿児島県鹿児島市 | 2017-18   | NBDL       | 2016-17はB2所属                                                           |

| 地域 | チーム名                                               | 略称         | 運営形態   | ホームタウン | 参加 年度 | 旧所属 | 備考                                                                               |
| ---- | ------------------------------------------------------ | ------------ | ---------- | ------------ | --------- | ------ | ---------------------------------------------------------------------------------- |
| 関東 | 東京海上日動ビッグブルー Tokio_Marine_Nichido_Big_Blue | 東京海上日動 | 企業チーム | 東京都       | 2016-17   | NBDL   | 2018-19をもって退会 現在はSB2リーグ関東地区所属                                    |
| 中部 | アイシン アレイオンズ AISIN Areions                    | アイシン     | 企業チーム | 愛知県安城市 | 2016-17   | NBDL   | 2020-21まで「アイシン・エィ・ダブリュ アレイオンズ安城」 2021-22をもって退会・休部 |
| 中部 | 豊田合成スコーピオンズ Toyoda Gosei Scorpions          | 豊田合成     | 企業チーム | 愛知県清須市 | 2016-17   | NBDL   | 2023-24をもって退会 現在はSB2リーグ東海・北信越地区所属                            |

## 大会方式
2016-17シーズン～2018-19シーズン
ファーストステージ・レギュラーシーズン・ファイナルステージの参加チーム数の異なる3ステージ制を採用する。これは、将来B2への参入を目指すチーム（クラブチーム及びクラブ化を目指す企業形態チーム）の経営を安定させるために、各クラブが一定数の試合（興行）を行うことを目的に実施されるものである。初年度から企業形態の大塚商会が3ステージ参加しているが、当時はまだ将来のB2参入を視野に入れておらず、プロ形態のみの場合「奇数」の5チームになり、試合がない節が各クラブ出てくるため、「チーム強化」の視点に基づきB3リーグから打診を行い、参加に至ったためである。しかし、2017-18シーズンより岐阜スゥープスが参加、さらに企業形態ながら3ステージに参加していた大塚商会が大塚商会越谷アルファーズとしてプロ化を目指すチームとして3ステージ参加となり「奇数」の7チームとなった。
- ファーストステージ - 7クラブによる2回総当たり（各クラブとも12試合）。
  - 2016-17シーズンまでは6チームによる2回総当たり（各クラブとも10試合）。
- レギュラーシーズン - 全10クラブによる4回総当たり（各クラブとも36試合）。
  - 2016-17シーズンまでは全9クラブによる4回総当たり（各クラブとも32試合）。
- ファイナルステージ - 7クラブによる2回総当たり（各クラブとも12試合）。
  - 2016-17シーズンまでは6チームによる4回総当たり（各クラブとも20試合）。

順位は勝率の高い順、ただし勝率が並んだ場合は以下の順で決定する。
1. 直接対決の勝率
2. 当該クラブ間のゴールアベレージ（得点÷失点）
3. 各ステージの全試合におけるゴールアベレージ

なお、順位とは別に、以下の表に基づいて各クラブのステージ順位ごとの「勝ち点」を算出し、合算した勝ち点の多いクラブかつB2参入資格を持つクラブが「B2・B3入れ替え戦」へ進出（推薦）するクラブとなる。
|      | ファーストステージ | レギュラーシーズン | ファイナルステージ |
| ---- | ------------------ | ------------------ | ------------------ |
| 1位  | 3.0                | 5.0                | 4.0                |
| 2位  | 2.5                | 4.5                | 3.5                |
| 3位  | 2.0                | 4.0                | 3.0                |
| 4位  | 1.5                | 3.5                | 2.5                |
| 5位  | 1.0                | 3.0                | 2.0                |
| 6位  | 0.5                | 2.5                | 1.5                |
| 7位  | 0                  | 2.0                | 1.0                |
| 8位  | -                  | 1.5                | -                  |
| 9位  | -                  | 1.0                | -                  |
| 10位 | -                  | 0.5                | -                  |

2019-20シーズン
3ステージ制は廃止となりレギュラーシーズンのみで任意の8クラブ6回戦総当たり、任意の3クラブ4回戦総当たりで戦う。
2020-21シーズン
11クラブによる4回戦総当たりで行われる。
2021-22シーズン
15クラブによる4回戦総当たりで行われる。
2022-23シーズン
全16クラブによるリーグ戦（4回戦または2回戦の1クラブ52試合。全チームとは必ず2回総当たり、任意で選んだ11チームとさらに2回総当たりを追加し4回総当たり）。そしてレギュラーシーズン上位8クラブによるプレーオフ（3戦2勝方式、上位クラブのホーム開催）を行う。
2023-24シーズン
全18クラブによるリーグ戦（9チームと4回戦、8チームと2回戦の計52試合）としてレギュラーシーズンを行い。上位8チームによるプレーオフを行う。プレーオフは上位クラブのホーム開催とし、3戦2勝方式。

## 選手
- 登録できる選手は1クラブにつき10人以上15人以内とする。
- 登録できる外国籍は3名まで、帰化選手、帰化を申請している選手及び高校3年または大学4年で日本留学実績を持つ選手はそれぞれ1名まで。
- ベンチ入りできる選手は1クラブにつき10人以上12人以内とする。
- ベンチできる外国籍は2名まで、帰化選手、帰化を申請している選手及び高校3年または大学4年で日本留学実績を持つ選手はそれぞれ1名まで。
- 「オンザコート」は各クラブとも全クォーター（延長含む）でオンザコート2、帰化申請中選手・留学実績選手は外国籍選手扱いとする。

## 歴代結果

### チーム数の変遷
| 年度    | チーム数               | 備考 |
| ------- | ---------------------- | --- |
| 2016-17 | 9 （クラブ5、企業4）   | |
| 2017-18 | 9 （クラブ5、企業4）   | |
| 2018-19 | 10 （クラブ7、企業3）  | 企業チームの大塚商会アルファーズがプロクラブ化 岐阜スゥープスが新規参入                                                        |
| 2019-20 | 12 （クラブ10、企業2） | ベルテックス静岡、トライフープ岡山、佐賀バルーナーズが新規参入 東京海上日動ビッグブルーが退会                                  |
| 2020-21 | 11 （クラブ9、企業2）  | 東京サンレーヴスが退会 |
| 2021-22 | 15 （クラブ13、企業2） | SHINAGAWA CITY BASKETBALL CLUB（旧東京サンレーヴス）が復帰 アルティーリ千葉、山口ペイトリオッツ、長崎ヴェルカが新規参入        |
| 2022-23 | 16 （クラブ15、企業1） | 東京ユナイテッドバスケットボールクラブ、立川ダイス、ヴィアティン三重、湘南ユナイテッドBCが新規参入 アイシン アレイオンズが退会 |
| 2023-24 | 18 （クラブ17、企業1） | 福井ブローウィンズ、徳島ガンバロウズが新規参入                                                                                 |
| 2024-25 | 17 （クラブ17）        | 豊田合成スコーピオンズが退会                                                                                                   |
| 2025-26 | 15 （クラブ15）        | |

### 優勝チーム
| 年度    | 総合優勝        | 準優勝     | ファーストステージ 優勝 | レギュラーシーズン 優勝 | ファイナルステージ 優勝 |
| ------- | --------------- | ---------- | ----------------------- | ----------------------- | ----------------------- |
| 2016-17 | 福岡（1）       | 金沢       | 福岡                    | 金沢                    | 福岡                    |
| 2017-18 | 八王子（1）     | 東京EX     | 八王子                  | 八王子                  | 八王子                  |
| 2018-19 | 東京EX（1）     | 越谷       | 越谷                    | 東京EX                  | 東京EX                  |
| 2019-20 | 佐賀（1）       | アイシンAW | ---                     | ---                     | ---                     |
| 2020-21 | アイシンAW（1） | 岡山       | ---                     | ---                     | ---                     |
| 2021-22 | 長崎（1）       | A千葉      | ---                     | ---                     | ---                     |
| 2022-23 | 岩手（1）       | 静岡       | ---                     | 岩手                    | ---                     |
| 2023-24 | 福井（1）       | 鹿児島     | ---                     | 福井                    | ---                     |
| 2024-25 | 横浜EX（2）     | 東京Z      | ---                     | 横浜EX                  | ---                     |

### 入れ替え
| 2016-17 | 福岡 金沢   | 東京EX 鹿児島 | -                    | -            |
| 2017-18 | 八王子      | 岩手          | 岐阜                 | -            |
| 2018-19 | 東京EX 越谷 | 金沢 八王子   | 静岡 岡山 佐賀       | 東京海上日動 |
| 2019-20 | 佐賀        | 東京EX        | -                    | 東京CR       |
| 2020-21 | -           | -             | A千葉 品川 山口 長崎 | -            |
| 2021-22 | 長崎 A千葉  | -             | 東京U 立川 三重 湘南 | アイシン     |
| 2022-23 | 岩手 静岡   | 東京Z 香川    | 福井 徳島            | -            |
| 2023-24 | 福井 鹿児島 | 岩手 新潟     | -                    | 豊田合成     |
| 2024-25 | 横浜EX 岩手 | -             | -                    | -            |

## 放送
映像配信サイト「B3TV」を開設し、全試合を配信していた。サイト運営はヒューマンアカデミーが運営していたがB3TVは2024年9月30日終了し、2024-25シーズンよりソフトバンクが提供するバスケットLIVEで配信。

## リーグの拡張
2017-18シーズンよりB3リーグへ加盟するクラブの公募が開始された。同シーズンに対象となっていたクラブは以下の通り。
- 第12回全日本社会人バスケットボール選手権大会に出場するクラブ
- 2015-2016シーズン[注 4]にNBL・NBDLまたはTKbjリーグに加盟していたクラブ[注 5]
- 和歌山トライアンズ

募集は2016年7月中旬から9月末まで行い、10月に新たに加盟するクラブを決めるとしていた。結果、和歌山から申請があったものの2017-18シーズンの参加については認めず、継続審議として2018-19シーズンからの加盟審査対象とすることになった。
なお、2018年までに社会人リーグを再編し、B3リーグとの入れ替えを行えるよう検討していた。その後、2018-19シーズンからの加盟について、原則として「社会人選手権プレ大会」に出場したクラブを対象とすること、2019-20シーズン以後は日本社会人バスケットボール連盟から推薦されたクラブについてB3への参入を認めるとした。
2018-19シーズンに岐阜スゥープスが加盟して以降、入会審査の受付を終了した2023-24シーズンまでに13クラブが加盟した。
2024-25シーズンからはバスケットボールクラブ運営を主たる業務としている運営法人（以下「プロクラブ」）のみが加盟できるリーグへ移行。リーグへの新規入会は、2022年7月1日までの申請が最終となった。
- 2021年7月1日申請（2022-23シーズンより参戦）
- 2022年7月1日申請（2023-24シーズンより参戦）

また、リーグ所属クラブ数の上限を原則18クラブ定めた。2023-24シーズンは上限いっぱいの18クラブでリーグ戦が行われたが、同年を以て豊田合成が退会したため、2024-25シーズンは17チームで行われた。
2024年5月16日に行われたB3リーグ理事会で、Bリーグがかかげる日本におけるバスケットボールの普及をさらに推進し、2028-29シーズンまでに全国47都道府県すべてにプロバスケットボールクラブ創設することを目指すため、入会申請受付の一時停止は原則として継続しつつ、現在Bクラブのない6県（山梨県、和歌山県、鳥取県、高知県、大分県、宮崎県）を活動区域とするクラブについては入会に向けた諸条件の整備を支援し、例外的に入会申請を受け付けることを決議した。

### 将来構想
2024年11月現在、B3リーグは「ジャパン・バスケットボールリーグ」によって運営されており、Bリーグを主催・運営する「ジャパン・プロフェッショナル・バスケットボールリーグ（以下、JPBL）」とは別法人となっている。JPBLによる将来構想「B.革新」において、B3リーグをBリーグに組み込んだ上でカテゴリの再編を行う予定であり、その前段階として2024-25シーズンよりプロクラブのみが加盟するリーグとなっている。
このことについて、Bリーグのチェアマンである島田慎二は「現在のB3は実態はBリーグではないということで疎外されている。同じ目的を持った仲間と運営するほうがいいし、選手・クラブ・ファンとも喜ばしいのではないか」としている。また、プロ・アマ混在だった2021-22シーズンは企業母体のチームが2クラブあり、島田は「プロへ移行するか、退会するか（の判断を決めるように）伝えている」としている。このうち、アイシンは2021-22シーズンをもって活動終了し、豊田合成もプロ化見送りにより退会した。

### 参加を目指しているクラブ
| 地域 | チーム名                                    | 都道府県 | 所属                      | 備考                                          |
| ---- | ------------------------------------------- | -------- | ------------------------- | --------------------------------------------- |
| 中部 | 岐阜セイリュウヒーローズ Gifu Seiryu Heroes | 岐阜県   | 東海・北信越SB2リーグ     | [ 41 ]                                        |
| 中部 | ランポーレ三重 Rampole Mie                  | 三重県   | 東海・北信越SB2リーグ     | [ 42 ]                                        |
| 近畿 | 和歌山トライアンズ Wakayama Trians          | 和歌山県 | 近畿SB2リーグ             | Bクラブが存在しない都道府県に拠点を置くクラブ |
| 近畿 | ワンリーズ和歌山 Onelys Wakayama            | 和歌山県 | SB1リーグ                 | Bクラブが存在しない都道府県に拠点を置くクラブ |
| 中国 | びんご福山デニックス Bingo Fukuyama Denix   | 広島県   | 中国・四国・九州SB2リーグ | 2030年からのリーグ参入が目標                  |